# Чемпионат Китая по хоккею с шайбой
Чемпионат Китая по хоккею с шайбой - главная хоккейная лига в Китае. Лига была основана в 1953 году. В чемпионате участвуют только любительские клубы. Единственная профессиональная китайская команда - Китайские Драконы - участвует в Азиатской хоккейной лиге.

## Чемпионы
- 2012: Цицикар
- 2011: Харбин
- 2010: Цицикар
- 2009: Цицикар
- 2008: Цицикар
- 2007: Харбин
- 2006: Цицикар
- 2005: Цицикар
- 2004: Цицикар
- 2003: Харбин
- 2002: Харбин
- 2001: Цицикар
- 2000: Цицикар
- 1999: Харбин
- 1998: Цицикар
- 1997: Цицикар
- 1996: Цицикар
- 1995: Цицикар
- 1994: Цицикар
- 1993: Цицикар
- 1992: Не разыгрывался
- 1991: Неи Менггол
- 1990: Не разыгрывался
- 1989: Харбин
- 1988: Чанчунь
- 1986: Харбин
- 1984: Харбин
- 1983: Цзямусы
- 1979: Цицикар
- 1977: Харбин
- 1976: Харбин
- 1975: Харбин
- 1974: Цицикар
- 1973: Харбин
- 1972: Хэйлунцзян